# Zheng (Staat)
Zheng (chinesisch 鄭 / 郑, Pinyin Zhèng) war ein Staat in der Zeit der Westlichen Zhou-Dynastie, Zeit der Frühlings- und Herbstannalen und Zeit der Streitenden Reiche während der Zhou in Zentralchina auf einem Gebiet, das heute zur Provinz Henan gehört. Er war der erste der Lehensstaaten von Zhou, die in der Periode der Frühlings- und Herbstannalen die Vorherrschaft über die anderen Lehensstaaten erringen konnten. Die Machtfülle Zhengs war jedoch kurzlebig.

## Geschichte
Im Jahre 806 erhielt Zhengs erster Herrscher Herzog Huan von Zheng, ein jüngerer Bruder des Zhou-Königs Xuan, ein Lehen nahe dem heutigen Huaxian (Provinz Shaanxi). Dort gründete er einen Staat, der sich innerhalb des königlichen Territoriums befand. Unter Xuans Nachfolger You diente Herzog Huan als Minister, in dieser Zeit wurde der Zheng-Clan zu einem der Vorreiter bei der Erschließung Ostchinas für Zhou. Das Lehen der Zheng wurde in dieser Zeit in Richtung Osten verlegt und befand sich nahe dem heutigen Xinzheng (neues Zheng) in der Provinz Henan. Auch die folgenden drei Generationen der Zheng-Herzöge dienten in den höchsten Minister-Positionen am Hofe der Zhou.
Die Bewohner des Staates Zheng machten in ihrem neuen Territorium sumpfiges Land urbar, wobei sie auf die Hilfe von fremden, teils nicht-chinesischen Völkern wie den Shang, Man, Rong und Di zurückgriffen. Dabei entwickelte Zheng einen Pioniergeist, den die damals bereits etablierten Staaten nicht mehr hatten. Dies ließ Zheng schnell zu einer der wichtigsten Stützen des Hauses Zhou aufsteigen. Unter dem dritten Zheng-Herrscher Herzog Zhuang von Zheng schlug Zheng Angriffe von Rong zurück. Darüber nahm Zheng an Aktionen gegen Staaten teil, die sich dem Zhou-Hof nicht oder nicht mehr unterwerfen wollten. Zheng lag jedoch nicht an der Peripherie des Zhou-Reiches, so dass die Möglichkeiten einer territorialen Ausdehnung, die nicht auf Kosten eines anderen Lehensnehmers von Zhou gingen, begrenzt waren.
Unter Herzog Zhuang brach Zheng mit einigen althergebrachten Gepflogenheiten. Angriffe auf andere Lehensstaaten von Zhou waren bis dahin unerhört, wodurch sich selbst der Zhou-König Ping bedroht fühlte. Als Ping einen Adeligen aus dem Staate Guo zum Minister neben Herzog Zhuang ernannte, um Zhengs Macht auszugleichen, nötigte Zhuang den König, mit ihm Geiseln auszutauschen: Pings Sohn ging an den Hof von Herzog Zhuang, während der Thronfolger von Zheng an den Zhou-Hof entsandt wurde. Dieser Austausch von Geiseln zwischen Lehensherr und Lehensnehmer war ein weiterer Bruch der feudalen Ethik und zeigt sowohl die Schwäche des Hauses Zhou als auch die Macht des Staates Zheng.
Nach dem Tod von König Ping ernannte sein Nachfolger Huan einen anderen Adeligen aus Guo zum Minister. Herzog Zheng rächte sich dafür, indem er Pflanzungen im Territorium des Zhou-Königs verwüsten ließ. König Huan ließ als Reaktion Truppen aus den Staaten Chen, Wey und Cai aufstellen, um Zheng in die Schranken zu weisen. In den folgenden kriegerischen Auseinandersetzungen erlitten die königlichen Truppen eine Niederlage gegen Zheng, König Huan wurde durch einen Pfeil von Zheng an der Schulter verletzt. Nach dieser Schlacht war der Zhou-König nur noch nominelles Oberhaupt der Zhou-Dynastie, da die Verletzung durch einen feindlichen Pfeil so interpretiert wurde, dass die Zhou-Könige das Mandat des Himmels verloren hatten. Zheng war nun Führer der Zhou-Lehensstaaten. Jene Staaten, die sich der Vormachtstellung Zhengs nicht beugen wollten, mussten mit Angriffen von Zheng und seinen Verbündeten rechnen.
Im Jahre 701 starb Herzog Zhuang und hinterließ zwei Söhne. Zwischen diesen beiden Söhnen brach ein Erbfolgestreit aus, der in einen Bürgerkrieg mündete, in dem auch andere Lehensstaaten wie etwa Song beteiligt waren. Als Folge dieser 20 Jahre dauernden Auseinandersetzung verlor Zheng seine Vormachtstellung. Auch die folgenden Thronfolgen waren so schlecht geklärt, dass sie in Bürgerkriege mündeten. In der Mitte des 7. Jahrhunderts v. Chr. hatte Zheng, wie auch seine Nachbarn Song, Lu und Wey, seine Bedeutung weitgehend eingebüßt. Während der Hegemonie des Staates Jin war es mit Jin eng verbündet, als solcher wurde es von Chu bedroht und im Jahre 627 v. Chr. von Qin angegriffen; die Armee Jins besiegte jedoch die Qin-Truppen. Er war somit nur mehr ein Pufferstaat zwischen Chu und Jin; in der Zeit der Streitenden Reiche verschwand er.
Im Jahre 1923 wurde in der Ortschaft Lijialou nahe Xinzheng ein großes Grab eines Zheng-Herrschers entdeckt. Dies war der Startpunkt für eine systematische archäologische Erforschung der Periode der Frühlings- und Herbstannalen. Es enthielt 46 Bronzegefäße und 23 Glocken und stellt eine der wichtigsten Funde aus der Epoche dar; über den Aufbau des Grabes ist jedoch nichts bekannt.

## Herrscher von Zheng
- Herzog Huan von Zheng (806–771 v. Chr.)
- Herzog Wu von Zheng (770–744 v. Chr.)
- Herzog Zhuang von Zheng (743–701 v. Chr.)
- Herzog Li von Zheng (700–697 v. Chr.)
- Herzog Zhao von Zheng (696–695 v. Chr.)
- Zi Wei (694 v. Chr.)
- Zi Yi (693–680 v. Chr.)
- Herzog Li von Zheng (679–673 v. Chr.)
- Herzog Wen von Zheng (672–628 v. Chr.)
- Herzog Mu von Zheng (627–606 v. Chr.)
- Herzog Ling von Zheng (605 v. Chr.)
- Herzog Xiang von Zheng (604–587 v. Chr.)
- Herzog Dao von Zheng (586–585 v. Chr.)
- Herzog Cheng von Zheng (584–571 v. Chr.)
- Herzog Xi von Zheng (570–565 v. Chr.)
- Herzog Jian von Zheng (564–530 v. Chr.)
- Herzog Ding von Zheng (529–514 v. Chr.)
- Herzog Xian von Zheng (513–501 v. Chr.)
- Herzog Sheng von Zheng (500–477 v. Chr.)[10]